# Vladimír Dočkal
Vladimír Dočkal (8. listopadu 1919 Sušice – 22. června 1942 Luby u Klatov) byl český úředník a odbojář z období druhé světové války popravený nacisty.

## Život
Vladimír Dočkal se narodil 8. listopadu 1919 v Sušici. Byl členem Sokola. V době německé okupace v roce 1939 byl studentem na Českém vysokém učení technickém v Praze na Fakultě strojního a elektrotechnického inženýrství. V Praze se zúčastnil protiněmeckých protestních akcí, které měly za důsledek uzavření českých vysokých škol. Po něm se vrátil do Sušice a vystudoval abiturientský kurz Obchodní akademie v Plzni. Následně získal zaměstnání úředníka v Občanské záložně v Sušici. Dne 18. června 1942 byl společně s dalšími třemi kamarády zatčen gestapem a to na udání Anny Šebestové (v roce 1946 odsouzena na doživotí) pro údajné schvalování atentátu na Reinharda Heydricha. Vězněn a vyslýchán byl v klatovské úřadovně gestapa, odsouzen k trestu smrti a dne 22. června 1942 ve 20.00 hodin popraven zastřelením na vojenské střelnici v Lubech u Klatov. Jeho popel byl zakopán v zahradě Singrovy vily v Klatovech, po válce byl opět vyzvednut a důstojně pohřben.